# Sudół (Racibórz)
Sudół (niem. Sudoll)– dzielnica Raciborza.

## Historia
Miejscowość wzmiankowana w 1335 r. Dawniej wieś w gminie Krzyżanowice, włączona w 1977 r. do Raciborza.

### Nazwa
Wieś nazywana była kiedyś Suchodół, obecnie Sudół. Według niemieckiego nauczyciela Heinricha Adamy’ego nazwa miejscowości wywodzi się od połączenia dwóch polskich słów "suchy" oraz "dół" i oznacza suche obniżenie terenu. W swoim dziele o nazwach miejscowości na Śląsku wydanym w 1888 roku we Wrocławiu jako najstarszą nazwę miejscowości wymienia Suchdól podając jej znaczenie "Trockenthal" czyli w języku polskim "Suchą dolinę". Nazwa wsi została później fonetycznie zgermanizowana na Sudoll.

## Zabytki
- Kapliczka z XIX w., w środku rzeźba św. Jana Nepomucena.
- Kościół pw. Matki Bożej Różańcowej wybudowany w latach 1904-1905, neogotycki (obiekt wpisano do rejestru zabytków 26 września 2023, nr rej. A/1266/23)[4].
- Spichlerz[5].

### Szkoła
Szkoła funkcjonowała już w latach 1765-1782, chodziło do niej 40 dzieci. W 1782 r. podjęto decyzję budowy własnej szkoły. W 1857 r. na wybudowano nową szkołę, która funkcjonowała także podczas II wojny światowej. 17 maja 2000 r. szkole nadano patrona – Jana Pawła II. Szkoła została zlikwidowana w 2012 r.
W budynku po zlikwidowanej szkole publicznej powstała Katolicka Niepubliczna Szkoła Podstawowa im. św. Jana Pawła II.

## Ulice
| - Broniewskiego - Czynu Społecznego - Hulczyńska - Janusza Korczaka - Makuszyńskiego | - Skargi - Spokojna - Topolowa - Wiosenna - Wojnowicka |

## Transport
- Chałupki - Racibórz - Opole - Kluczbork - Praszka - Wieluń - Złoczew